# Ischaemum huegelii
Ischaemum huegelii är en gräsart som beskrevs av Eduard Hackel. Ischaemum huegelii ingår i släktet Ischaemum och familjen gräs. Inga underarter finns listade i Catalogue of Life.